# Lühders fiskaal
De Lühders fiskaal (Laniarius luehderi) is een zangvogel uit de familie Malaconotidae (bosklauwieren). Deze vogel is genoemd naar zijn ontdekker, de Duitse natuuronderzoeker Wilhelm Lühder (1847-1873).

## Verspreiding en leefgebied
Deze soort komt voor van zuidoostelijk Nigeria tot westelijk Congo-Brazzaville en van oostelijk Congo-Brazzaville tot westelijk Kenia en westelijk Tanzania.

## Status
De grootte van de populatie is niet gekwantificeerd maar de soort wordt omschreven als schaars. Op de Rode lijst van de IUCN heeft deze soort de status niet bedreigd.